# هنری بورل
هنری بورل (انگلیسی: Henry Burrell; ۱۳ اوت ۱۹۰۴ – ۹ فوریهٔ ۱۹۸۸) فرد نظامی اهل استرالیا بود. وی همچنین برندهٔ جوایزی همچون نشان امپراتوری بریتانیا و نشان حمام شده‌است.